# غور (كيبك)
غور (بالإنجليزية: Gore, Quebec)‏ هي معلم جغرافي وبلدية محلية في كيبيك تقع في كندا في Argenteuil Regional County Municipality. يقدر عدد سكانها بـ 1,775 نسمة ومساحتها 96.60 كم2 .